# ۆ
ۆ حرف من الحروف الإضافية في الأبجدية العربية. يضاف هذا الحرف إلى الأبجدية العربية لترجمة بعض الأحرف الأجنبية ترجمة صوتية. يمثل هذا الحرف O في كردستان، وفي الأغورية وهو صوت موجود في معظم اللهجات العامية

## الكتابة
| الموقع من الكلمة: | معزول | بدائي | وسطي | نهائي |
| ----------------- | ----- | ----- | ---- | ----- |
| شكل الحرف:        | ۆ     | ۆ     | ـۆ   | ـۆ    |